# Хростово (Підляське воєводство)
Хростово (пол. Chrostowo) — село в Польщі, у гміні Єдвабне Ломжинського повіту Підляського воєводства.
Населення — 55 осіб (2011).
У 1975-1998 роках село належало до Ломжинського воєводства.

## Демографія
Демографічна структура станом на 31 березня 2011 року:
|          | Загалом | Допрацездатний вік | Працездатний вік | Постпрацездатний вік |
| -------- | ------- | ------------------ | ---------------- | -------------------- |
| Чоловіки | 26      | 5                  | 18               | 3                    |
| Жінки    | 29      | 5                  | 18               | 6                    |
| Разом    | 55      | 10                 | 36               | 9                    |